# Economía de Sudáfrica
Sudáfrica es la primera economía de África (acapara un 25% de todo el PIB africano)[cita requerida], y desempeña un papel importante en el desarrollo de la región. Es una economía de mercado emergente, con abundantes recursos naturales, con sectores legales, de comunicación, energía y transportes bien desarrollados, además de una bolsa de valores que es la 16a más grande del mundo, siendo la más importante de África. A pesar de la moderna infraestructura del país, no poder soportar una distribución eficiente de bienes para los grandes centros y el fornecimiento irregular de electricidad dificultan el crecimiento económico. El 1 % más rico de la población posee el 70,9 % de la riqueza total del país, mientras que el 60 % con menos recursos concentra solo el 7 %.
La economía sudafricana cuenta con un gran volumen de capital nacional (público y privado) en estrecha relación con las grandes redes económicas mundiales. Su moneda es el Rand divisible en 100 centavos, que es también usada en otros países del Área Monetaria Común de África del Sur.
Sudáfrica tiene una economía de ingresos medios, una economía emergente con importantes fuentes de recursos naturales. Cuenta con sectores de transporte, energía, de telecomunicaciones, legales y financieros bien desarrollados. También cuenta con una bolsa de valores que se sitúa entre las primeras del mundo (la 1.ª de África). Sin embargo el crecimiento no ha sido suficiente para acabar con la alta tasa de desempleo. Todavía padece ciertos problemas heredados de la etapa de apartheid, sobre todo pobreza y falta de poder económico entre los grupos en desventaja.

## Producto interno bruto
| Tamaño de la Economía de Sudáfrica (PIB) Riqueza promedio por cada habitante (PIB per Cápita) | Tamaño de la Economía de Sudáfrica (PIB) Riqueza promedio por cada habitante (PIB per Cápita) | Tamaño de la Economía de Sudáfrica (PIB) Riqueza promedio por cada habitante (PIB per Cápita) | Tamaño de la Economía de Sudáfrica (PIB) Riqueza promedio por cada habitante (PIB per Cápita) |
| Año | PIB (en Dólares)                                                                              | PIB per Cápita (en Dólares)                                                                   | Crecimiento del PIB Sudafricano                                                               |
| --- | --------------------------------------------------------------------------------------------- | --------------------------------------------------------------------------------------------- | --------------------------------------------------------------------------------------------- |
| 1960 | US$ 7.575 millones                                                                            | US$ 433                                                                                       | Sin cambios                                                                                   |
| 1961 | US$ 7.973 millones                                                                            | US$ 444                                                                                       | + 3.8 %                                                                                       |
| 1962 | US$ 8.498 millones                                                                            | US$ 461                                                                                       | + 6.2 %                                                                                       |
| 1963 | US$ 9.423 millones                                                                            | US$ 498                                                                                       | + 7.4 %                                                                                       |
| 1964 | US$ 10.374 millones                                                                           | US$ 534                                                                                       | + 7.9 %                                                                                       |
| 1965 | US$ 11.334 millones                                                                           | US$ 568                                                                                       | + 6.1 %                                                                                       |
| 1966 | US$ 12.355 millones                                                                           | US$ 603                                                                                       | + 4.4 %                                                                                       |
| 1967 | US$ 13.777 millones                                                                           | US$ 654                                                                                       | + 7.2 %                                                                                       |
| 1968 | US$ 14.894 millones                                                                           | US$ 688                                                                                       | + 4.2 %                                                                                       |
| 1969 | US$ 16.780 millones                                                                           | US$ 755                                                                                       | + 4.7 %                                                                                       |
| 1970 | US$ 18.418 millones                                                                           | US$ 806                                                                                       | + 5.2 %                                                                                       |
| 1971 | US$ 20.334 millones                                                                           | US$ 865                                                                                       | + 6.91 %                                                                                      |
| 1972 | US$ 21.358 millones                                                                           | US$ 884                                                                                       | + 3.66 %                                                                                      |
| 1973 | US$ 29.294 millones                                                                           | US$ 1.179                                                                                     | + 3.88 %                                                                                      |
| 1974 | US$ 36.806 millones                                                                           | US$ 1.442                                                                                     | + 4.32 %                                                                                      |
| 1975 | US$ 38.115 millones                                                                           | US$ 1.454                                                                                     | + 5.40 %                                                                                      |
| 1976 | US$ 36.602 millones                                                                           | US$ 1.360                                                                                     | + 2.69 %                                                                                      |
| 1977 | US$ 40.650 millones                                                                           | US$ 1.472                                                                                     | - 0.20 %                                                                                      |
| 1978 | US$ 46.738 millones                                                                           | US$ 1.651                                                                                     | - 4.37 %                                                                                      |
| 1979 | US$ 57.647 millones                                                                           | US$ 1.986                                                                                     | + 2.84 %                                                                                      |
| 1980 | US$ 82.981 millones                                                                           | US$ 2.853                                                                                     | + 2.63 %                                                                                      |
| 1981 | US$ 85.463 millones                                                                           | US$ 2.865                                                                                     | + 6.91 %                                                                                      |
| 1982 | US$ 78.415 millones                                                                           | US$ 2.561                                                                                     | + 3.66 %                                                                                      |
| 1983 | US$ 87.417 millones                                                                           | US$ 2.783                                                                                     | + 3.88 %                                                                                      |
| 1984 | US$ 77.315 millones                                                                           | US$ 2.400                                                                                     | + 4.32 %                                                                                      |
| 1985 | US$ 59.102 millones                                                                           | US$ 1.792                                                                                     | + 5.40 %                                                                                      |
| 1986 | US$ 67.562 millones                                                                           | US$ 2003                                                                                      | + 2.69 %                                                                                      |
| 1987 | US$ 88.572 millones                                                                           | US$ 2.570                                                                                     | - 0.20 %                                                                                      |
| 1988 | US$ 95.207 millones                                                                           | US$ 2.704                                                                                     | Sin cambios                                                                                   |
| 1989 | US$ 99.004 millones                                                                           | US$ 2.753                                                                                     | + 3.37 %                                                                                      |
| 1990 | US$ 115.533 millones                                                                          | US$ 3.140                                                                                     | + 2.63 %                                                                                      |
| 1991 | US$ 123.964 millones                                                                          | US$ 3.289                                                                                     | + 6.91 %                                                                                      |
| 1992 | US$ 134.557 millones                                                                          | US$ 3.481                                                                                     | + 3.66 %                                                                                      |
| 1993 | US$ 134.345 millones                                                                          | US$ 3.390                                                                                     | + 3.88 %                                                                                      |
| 1994 | US$ 139.804 millones                                                                          | US$ 3.446                                                                                     | + 4.32 %                                                                                      |
| 1995 | US$ 155.461 millones                                                                          | US$ 3.752                                                                                     | + 5.40 %                                                                                      |
| 1996 | US$ 147.701 millones                                                                          | US$ 3.499                                                                                     | + 2.69 %                                                                                      |
| 1997 | US$ 152.611 millones                                                                          | US$ 3.555                                                                                     | - 0.20 %                                                                                      |
| 1998 | US$ 137.686 millones                                                                          | US$ 3.159                                                                                     | - 4.37 %                                                                                      |
| 1999 | US$ 136.550 millones                                                                          | US$ 3.087                                                                                     | + 2.84 %                                                                                      |
| 2000 | US$ 136.453 millones                                                                          | US$ 3.039                                                                                     | - 0.07 %                                                                                      |
| 2001 | US$ 121.602 millones                                                                          | US$ 2.667                                                                                     | + 0.38 %                                                                                      |
| 2002 | US$ 115.748 millones                                                                          | US$ 2.520                                                                                     | + 5.10 %                                                                                      |
| 2003 | US$ 175.254 millones                                                                          | US$ 3.772                                                                                     | + 5.15 %                                                                                      |
| 2004 | US$ 228.931 millones                                                                          | US$ 4.868                                                                                     | + 2.78 %                                                                                      |
| 2005 | US$ 257.667 millones                                                                          | US$ 5.412                                                                                     | + 1.12 %                                                                                      |
| 2006 | US$ 271.812 millones                                                                          | US$ 5.638                                                                                     | + 3.93 %                                                                                      |
| 2007 | US$ 299.033 millones                                                                          | US$ 6.123                                                                                     | + 4.79 %                                                                                      |
| 2008 | US$ 287.095 millones                                                                          | US$ 5.802                                                                                     | + 6.00 %                                                                                      |
| 2009 | US$ 297.221 millones                                                                          | US$ 5.926                                                                                     | + 4.85 %                                                                                      |
| 2010 | US$ 375.304 millones                                                                          | US$ 7.380                                                                                     | + 4.71 %                                                                                      |
| 2011 | US$ 416.879 millones                                                                          | US$ 8.083                                                                                     | + 6.09 %                                                                                      |
| 2012 | US$ 396.332 millones                                                                          | US$ 7.574                                                                                     | + 4.66 %                                                                                      |
| 2013 | US$ 366.821 millones                                                                          | US$ 6.907                                                                                     | + 5.62 %                                                                                      |
| 2014 | US$ 350.901 millones                                                                          | US$ 6.508                                                                                     | + 5.44 %                                                                                      |
| 2015 | US$ 317.698 millones                                                                          | US$ 5.802                                                                                     | + 7.83 %                                                                                      |
| 2016 | US$ 295.678 millones                                                                          | US$ 5.318                                                                                     | + 5.51 %                                                                                      |
| 2017 | US$ 349.299 millones                                                                          | US$ 6.179                                                                                     | + 6.10 %                                                                                      |
| 2018 | US$ 376.679 millones                                                                          | US$ 6.560                                                                                     | + 6.10 %                                                                                      |
| 2019 | US$ 385.526 millones                                                                          | US$ 6.609                                                                                     | + 6.10 %                                                                                      |
| Nota: En Rojo, los años de decrecimiento del PIB, de 0% para abajo. En Verde, los años de crecimiento regular del PIB entre 0% y 4,50%. En Azul, los años de crecimiento bueno del PIB de 4,50% para arriba. Fuente: Fondo Monetario Internacional y Banco Mundial FMI y BM (2018) |                                                                                               |                                                                                               |                                                                                               |

## Comercio exterior

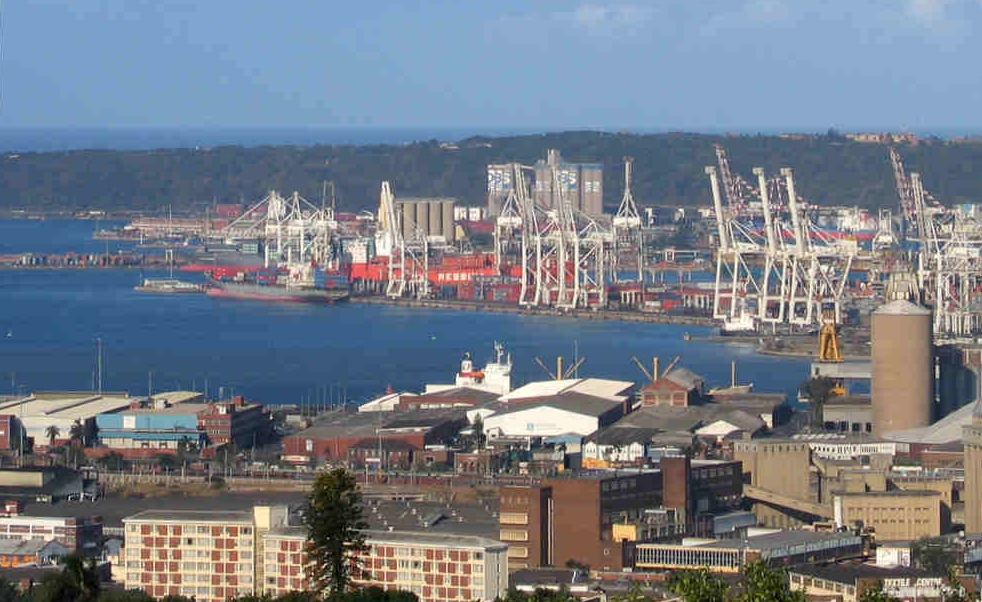
Puerto de Durban, el más importante de Sudáfrica.

En 2020, el país fue el 38o exportador más grande del mundo (US $ 90.4 mil millones, 0.5% del total mundial). En la suma de bienes y servicios exportados, alcanza los US $ 104,8 mil millones, ubicándose en el puesto 37 del mundo. En términos de importaciones, en 2019 fue el 39.º mayor importador del mundo: 88.200 millones de dólares.

## Sector primario

### Agricultura

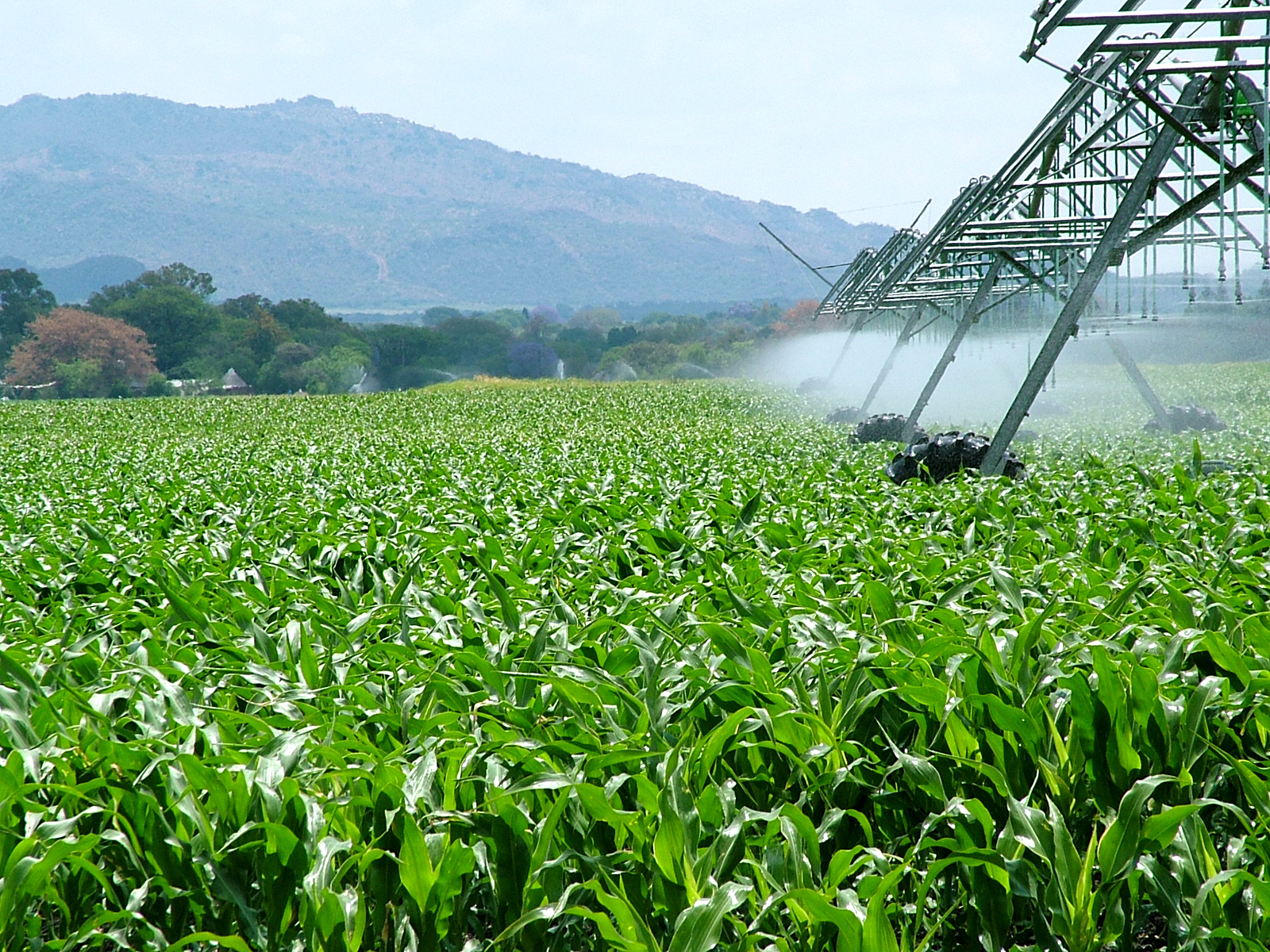
Maíz en Sudáfrica.

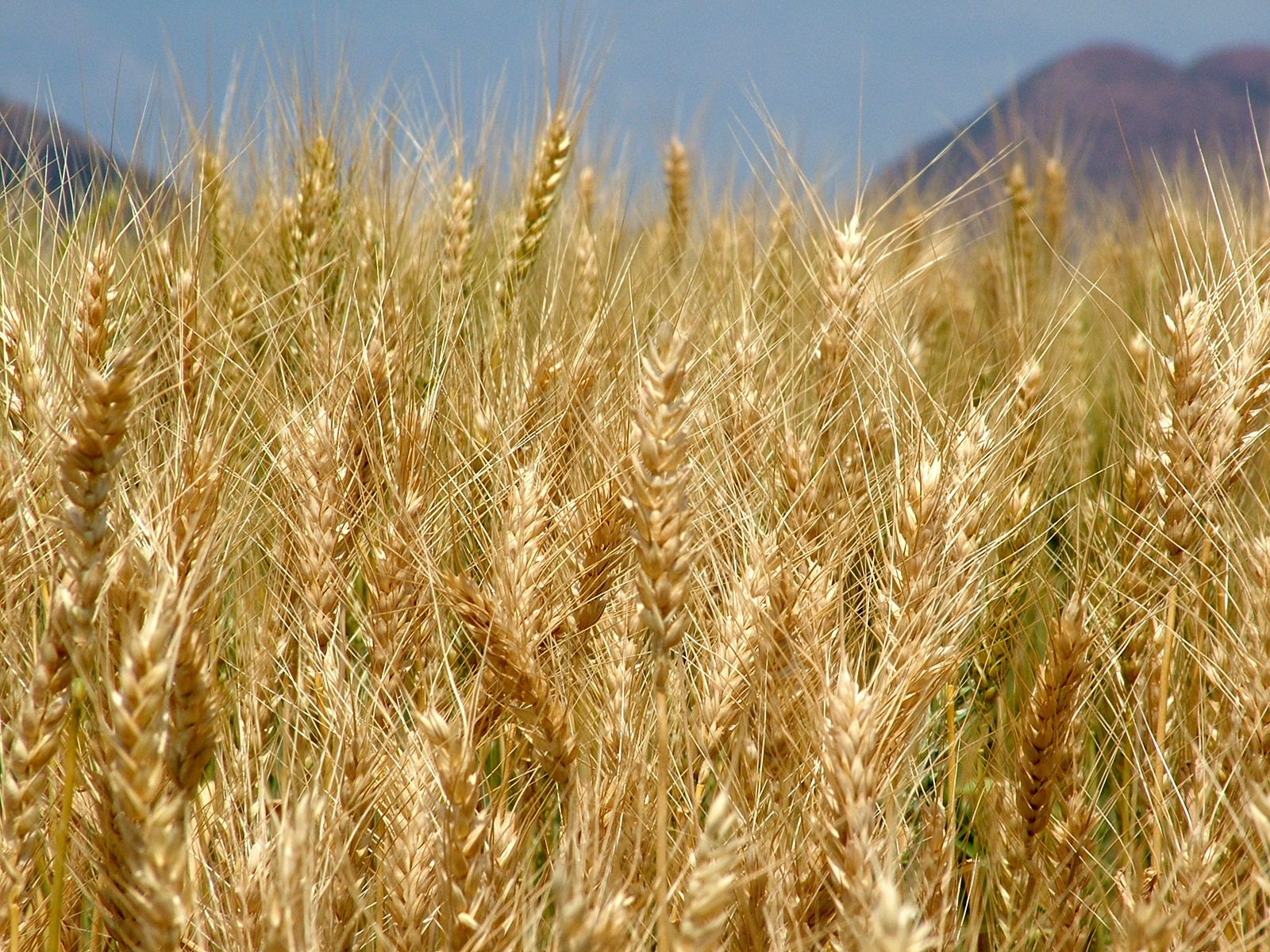
Trigo en Sudáfrica.

La estructura agrícola sudafricana está marcada por décadas de apartheid, en la actualidad los granjeros blancos poseen el 87 % de las explotaciones comerciales, el 78 % de la superficie cultivada y más del 90 % de la riqueza del país. En el año 2017 una auditoría de tierras mostró que los blancos poseen el 79 % del total de la propiedad de la tierra, mientras que la mayoría negra poder solo el 4 por ciento de la misma.Los negros solo son propietarios de menos del 5% de la tierra aunque representan el 85 por ciento de la población sudafricana.
En 2018, Sudáfrica produjo:
- 19,3 millones de toneladas de caña de azúcar (el 14.º productor más grande del mundo);
- 12,5 millones de toneladas de maíz (el 12.º productor más grande del mundo);
- 1,9 millones de toneladas de uva (undécimo productor mundial);
- 1,7 millones de toneladas de naranja (undécimo productor mundial)[cita requerida]
- 1.8 millones de toneladas de trigo;
- 1.5 millones de toneladas de soja;
- 862 mil toneladas de girasol;
- 829 mil toneladas de manzana;
- 726 mil toneladas de cebolla;
- 537 mil toneladas de tomate;
- 474 mil toneladas de limón;
- 445 mil toneladas de toronja;[cita requerida]

Además de producciones menores de otros productos agrícolas, como aguacate, piña, melocotón, mandarina, calabaza, plátano, repollo, zanahoria, colza, sorgo etc.Si bien en el pasado Sudáfrica fue un importante productor de manzana en los últimos años su producción se ha hundido.

### Ganadería

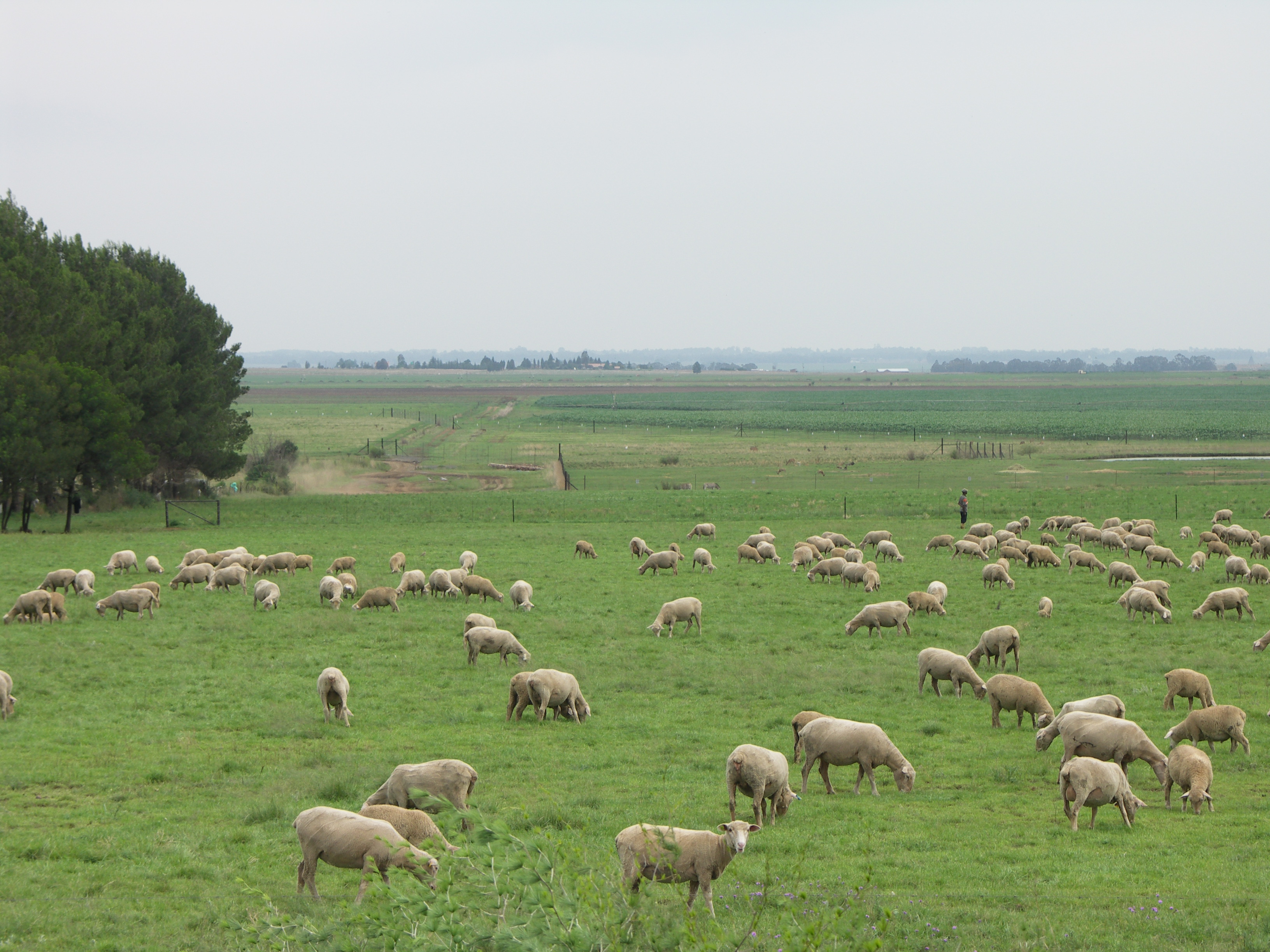
Ovejas en Sudáfrica.

En ganadería, Sudáfrica produjo, en 2019: 1,8 millones de toneladas de carne de pollo; 1,0 millón de toneladas de carne de vacuno; 279 mil toneladas de cerdo; 2.8 mil millones de litros de leche de vaca; 564 mil toneladas de  huevo de gallina, entre otros.[cita requerida] El país es el undécimo productor mundial de lana.

## Sector secundario

### Industria y servicios

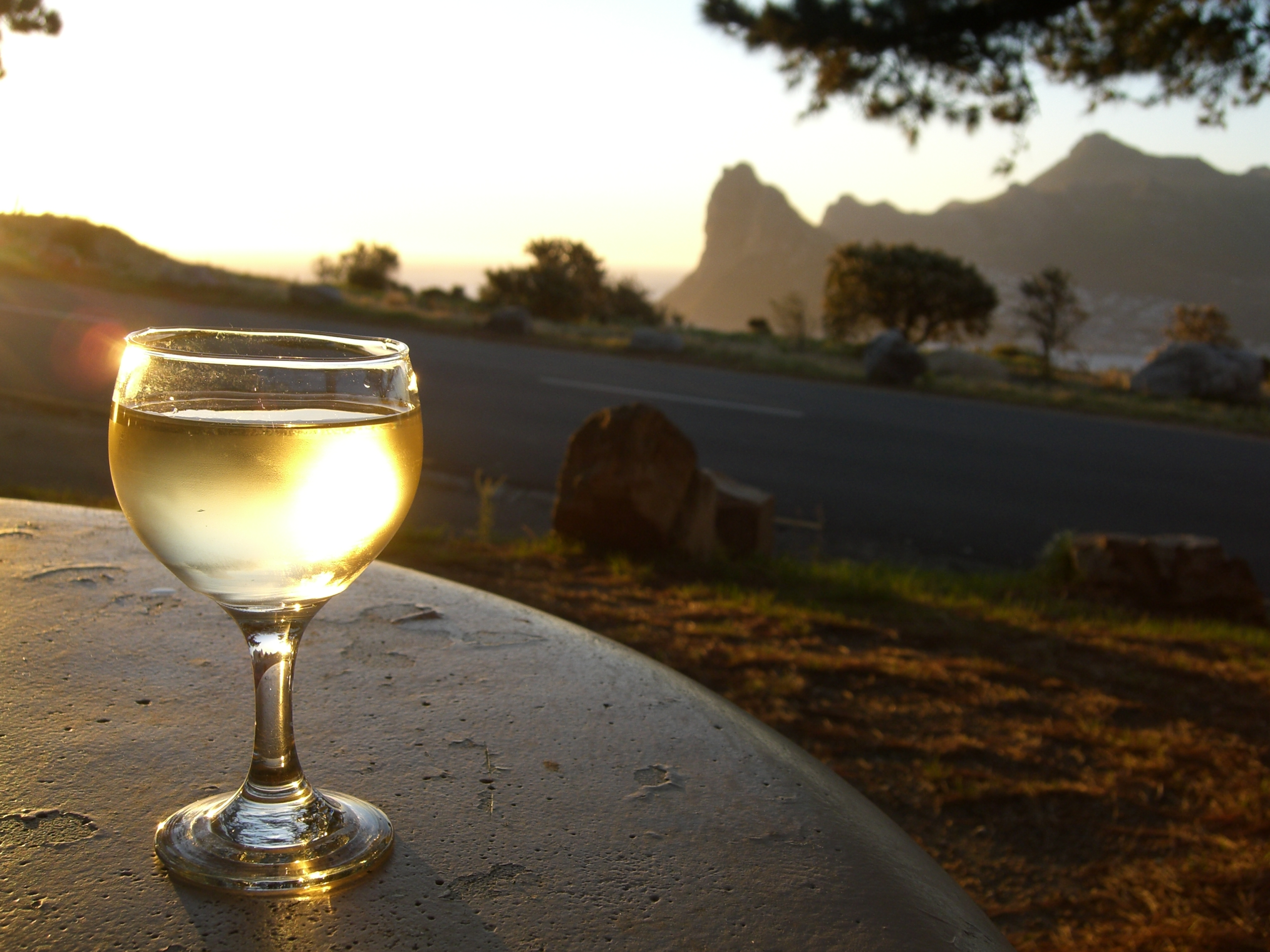
Vino blanco sudafricano.

El Banco Mundial enumera los principales países productores cada año, según el valor total de la producción. Según la lista de 2019, Sudáfrica tenía la 42a industria más valiosa del mundo ($ 41,4 mil millones).
En 2019, Sudáfrica fue el vigésimo segundo mayor productor de  vehículos en el mundo (0,6 millones)  Sudáfrica es también uno de los 10 mayores productores mundiales de vino (fue el noveno productor más grande del mundo en 2018). En 2018, el país fue el décimo productor mundial de aceite de girasol.

### Energía

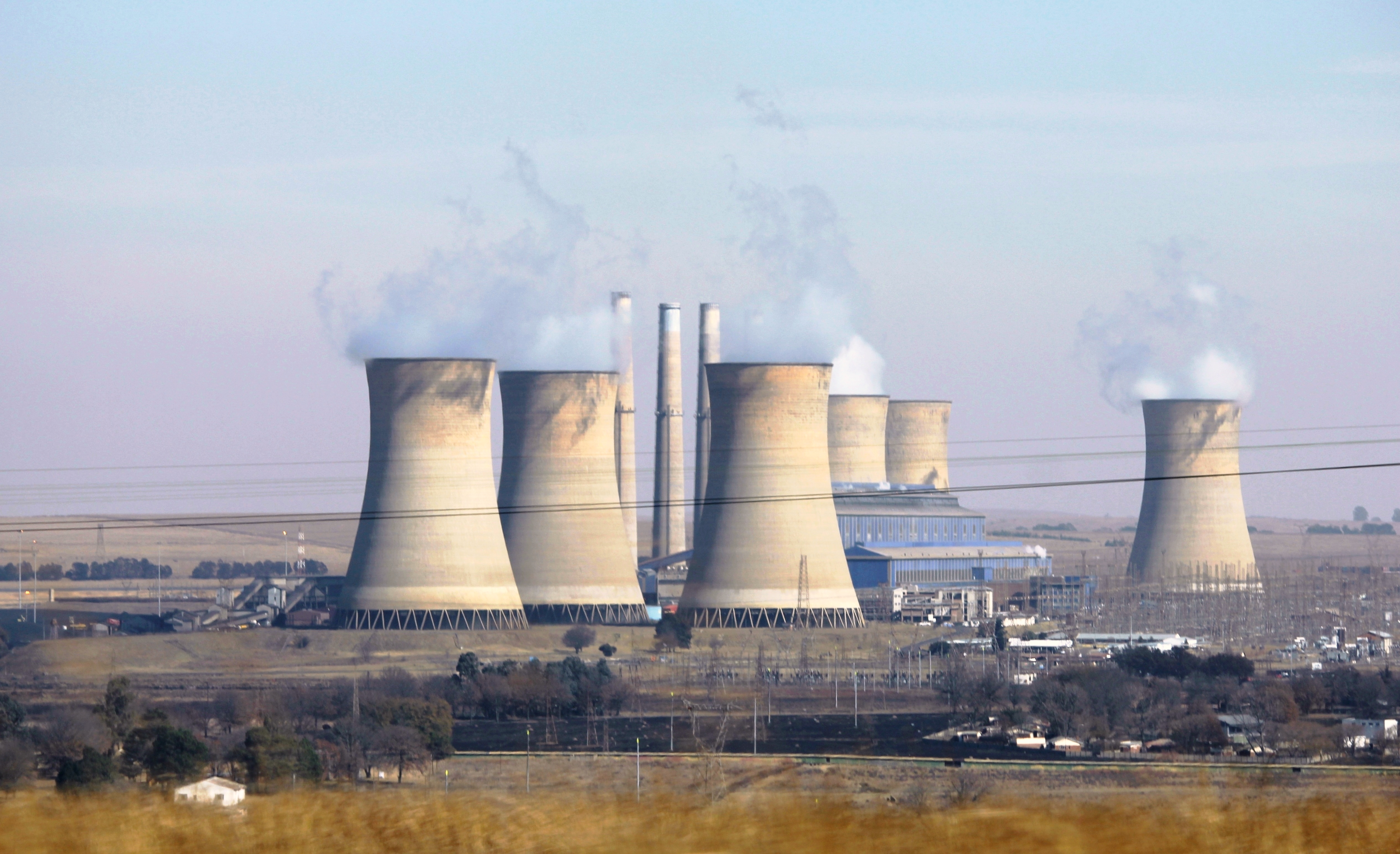
Planta de energía en Sudáfrica.

En energías no renovables, en 2020, el país fue el 86.º productor mundial de petróleo, con una producción casi nula. En 2019, el país consumió 569.000 barriles / día (el 31o mayor consumidor del mundo). El país fue el 22º mayor importador de petróleo del mundo en 2013 (414 mil barriles / día). En 2015, Sudáfrica fue el 64.º productor mundial de gas natural, 1100 millones de m³ al año. En 2009, Sudáfrica fue el 38.º mayor importador de gas del mundo (3500 millones de m³ por año). En la producción de carbón, el país fue el séptimo más grande del mundo en 2018: 252,3 millones de toneladas, y el sexto exportador más grande (88 millones de toneladas). En 2019, el país tenía 2  plantas atómicas en su territorio, con una capacidad instalada de 1.8 GW.Sudáfrica experimenta apagones continuos generalizados a medida que la oferta se queda atrás de la demanda, lo que  desestabiliza la red nacional. 
En energías renovables, en 2020, Sudáfrica fue el vigésimo sexto productor mundial de energía eólica del mundo, con 2,6 GW de potencia instalada, y el 17.º productor mundial de energía solar, con 5,9 GW de potencia instalada.

### Minería

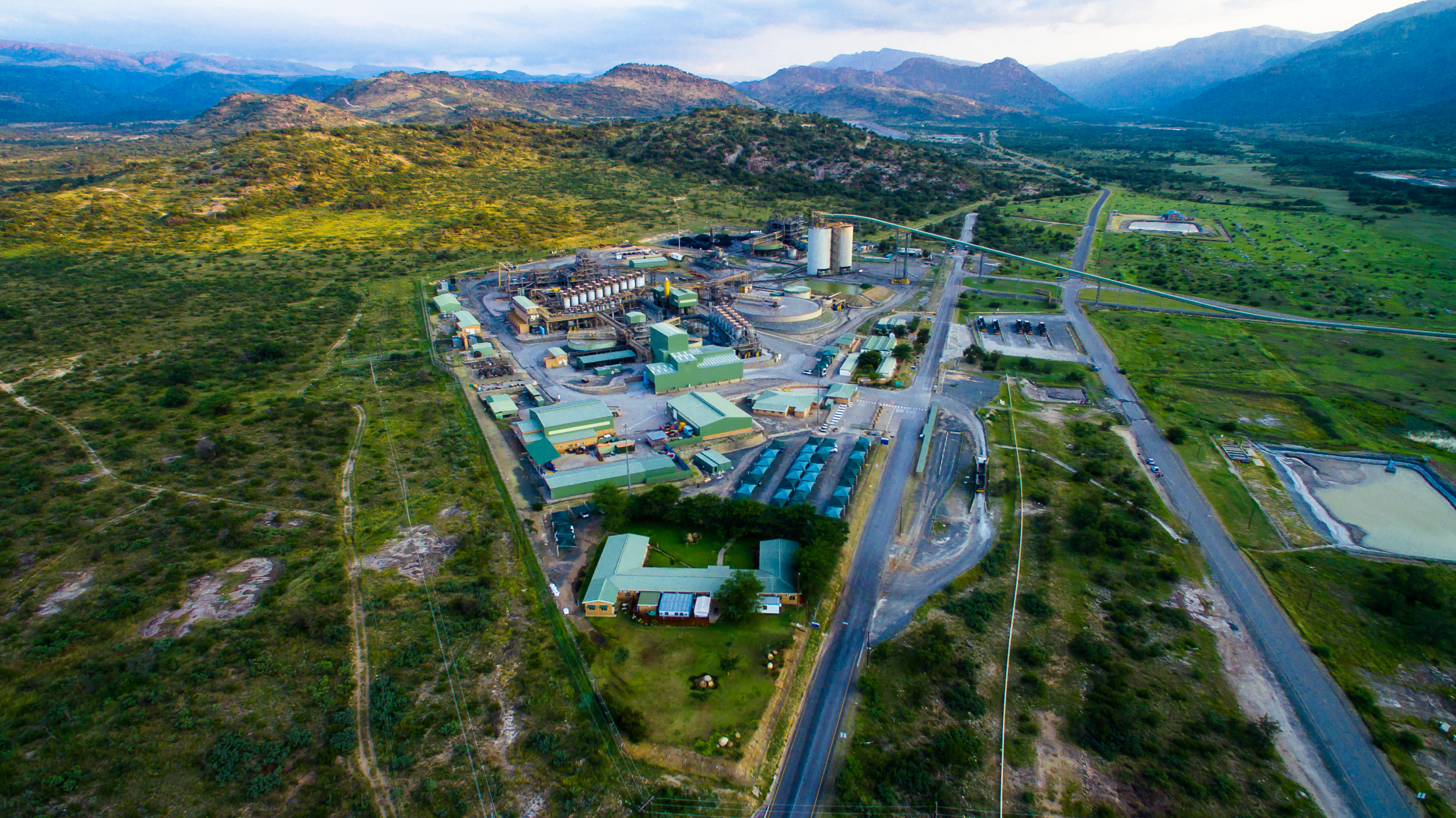
Mina de platino en Sudáfrica.

En 2019, el país fue el mayor productor mundial de platino; el mayor productor mundial de cromo; el mayor productor mundial de manganeso; el segundo productor mundial de titanio; el undécimo productor mundial de oro; el tercer productor mundial de vanadio; el sexto productor mundial de mineral de hierro; el undécimo productor mundial de cobalto; y el decimoquinto productor mundial de fosfato. Fue el duodécimo productor mundial de uranio en 2018. En la producción de piedras preciosas, el país es uno de los mayores productores de diamante del mundo (séptimo lugar en 2016).

### Sector terciario

#### Turismo
En 2018, Sudáfrica fue el 36 ° país más visitado del mundo, con 10,4 millones de turistas internacionales. Los ingresos por turismo este año fueron de $ 8,9 mil millones.

### Importaciones
Se presentan a continuación las mercancías de mayor peso en las importaciones de Sudáfrica para el período 2010-hasta agosto de 2015. Las cifras están expresadas en dólares estadounidenses valor FOB.

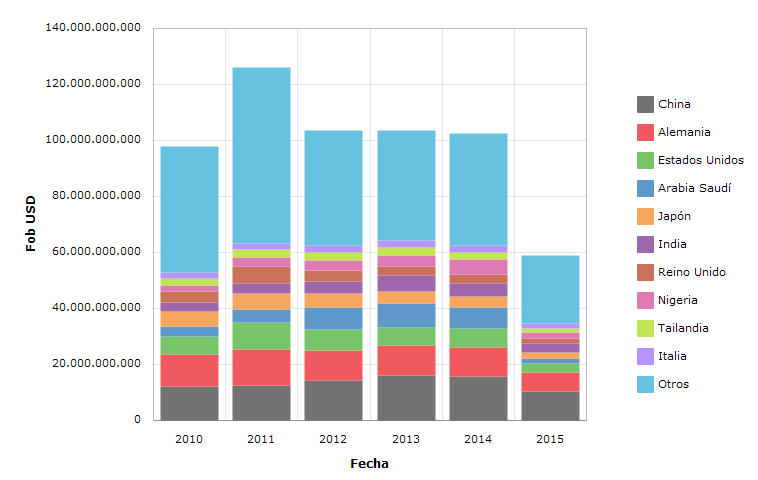
Importaciones de Sudáfrica del periodo 2010-hasta agosto de 2015 expresadas en USD valor FOB. [http://trade.nosis.com/es/Comex/Importacion-Exportacion/Sudáfrica/Todas-las-posiciones-arancelarias/ZA/00 Fuente

| Fecha Mercadería por capítulo arancelario | 2010           | 2011            | 2012            | 2013            | 2014            | enero-agosto de 2015 |
| --- | -------------- | --------------- | --------------- | --------------- | --------------- | -------------------- |
| 27 - combustibles minerales, aceites minerales y productos de su destilación; materias bituminosas; ceras minerales                                                                                  | 15.690.113.076 | 21.166.465.459  | 22.771.876.943  | 24.026.214.442  | 23.896.746.811  | 9.858.239.950        |
| 84 - calderas, máquinas, aparatos y artefactos mecánicos; partes de estas máquinas o aparatos | 11.981.771.193 | 15.250.808.032  | 15.146.324.475  | 14.859.750.474  | 13.653.994.401  | 8.226.131.491        |
| 85 - máquinas, aparatos y material eléctrico, y sus partes | 8.923.135.209  | 9.734.327.933   | 8.965.484.310   | 10.351.364.087  | 9.913.470.378   | 6.177.169.012        |
| 87 - vehículos automóviles, tractores, velocípedos y demás vehículos terrestres, sus partes y accesorios                                                                                             | 9.427.613.335  | 12.033.086.616  | 9.669.940.490   | 9.159.780.350   | 8.428.836.135   | 4.954.852.105        |
| 98 - reservado para usos particulares por las partes contratantes | 9.412.886.669  | 10.624.186.783  | 7.190.576.003   | 6.153.766.786   | 6.643.313.645   | 4.548.063.541        |
| 71 - perlas naturales (finas)* o cultivadas, piedras preciosas o semipreciosas, metales preciosos, chapados de metal precioso (plaque) y manufacturas de estas materias; bisutería; monedas          | 8.304.172.958  | 15.092.734.656  | 1.790.879.023   | 748.651.555     | 1.019.089.160   | 444.560.305          |
| 39 - plásticos y sus manufacturas | 2.175.969.086  | 2.499.422.351   | 2.440.451.678   | 2.513.879.195   | 2.632.376.208   | 1.602.197.866        |
| 90 - instrumentos y aparatos de óptica, fotografía o cinematografía, de medida, control o precisión; instrumentos y aparatos medicoquirúrgicos; partes y accesorios de estos instrumentos o aparatos | 2.102.087.561  | 2.485.916.600   | 2.355.615.081   | 2.411.986.486   | 2.330.490.050   | 1.444.092.010        |
| 30 - productos farmacéuticos | 2.055.733.869  | 2.202.459.995   | 2.358.148.451   | 2.289.563.008   | 2.121.950.361   | 1.457.468.882        |
| 88 - aeronaves, vehículos espaciales y sus partes | 2.464.930.611  | 3.900.274.350   | 1.184.628.459   | 701.208.720     | 877.435.125     | 633.085.186          |
| Demás capítulos | 25.475.419.281 | 30.941.949.026  | 29.770.884.464  | 30.433.997.361  | 30.818.526.072  | 19.494.992.014       |
| Total | 98.013.832.849 | 125.931.631.801 | 103.644.809.378 | 103.650.162.466 | 102.336.228.347 | 58.840.852.362       |

### Exportaciones
Se presentan a continuación los principales socios comerciales de Sudáfrica para el periodo 2010-hasta agosto de 2015. La mayoría de sus importadores están en Asia, Europa y África salvo Estados Unidos. Las cifras están expresadas en dólares estadounidenses valor FOB.

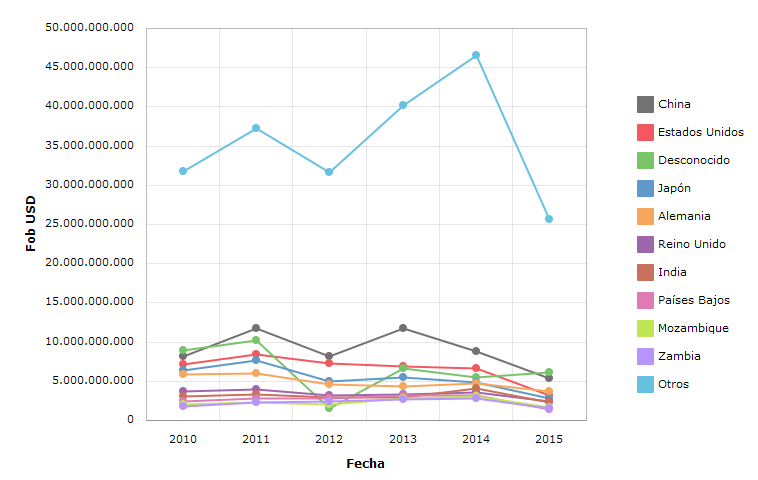
Exportaciones de Sudáfrica del periodo 2010-hasta agosto de 2015 expresadas en USD valor FOB. [http://trade.nosis.com/es/Comex/Importacion-Exportacion/Sudáfrica/Todas-las-posiciones-arancelarias/ZA/00 Fuente

| Fecha País importador | 2010           | 2011           | 2012           | 2013           | 2014           | enero-agosto de 2015 |
| --------------------- | -------------- | -------------- | -------------- | -------------- | -------------- | -------------------- |
| China                 | 8.119.417.732  | 11.688.468.849 | 8.119.037.742  | 11.674.480.450 | 8.776.603.548  | 5.310.168.879        |
| Estados Unidos        | 7.120.897.244  | 8.357.652.755  | 7.287.615.922  | 6.914.782.226  | 6.685.969.596  | 3.142.245.277        |
| País no informado     | 8.968.077.963  | 10.239.421.118 | 1.538.502.741  | 6.663.290.181  | 5.469.998.427  | 6.084.617.711        |
| Japón                 | 6.379.726.127  | 7.619.061.437  | 4.996.658.995  | 5.548.046.083  | 4.885.431.252  | 2.746.943.133        |
| Alemania              | 5.921.608.011  | 5.979.012.904  | 4.529.785.967  | 4.369.166.671  | 4.746.449.742  | 3.663.140.530        |
| Reino Unido           | 3.725.404.048  | 3.937.456.492  | 3.237.646.119  | 3.315.261.909  | 3.563.487.548  | 2.388.403.381        |
| India                 | 3.047.058.550  | 3.336.812.019  | 2.917.231.150  | 2.933.517.971  | 4.099.344.721  | 2.315.337.438        |
| Países Bajos          | 2.367.754.835  | 2.863.422.976  | 2.785.836.129  | 3.170.634.448  | 3.128.384.623  | 1.465.052.006        |
| Mozambique            | 1.979.859.056  | 2.259.777.847  | 2.102.501.487  | 2.834.724.007  | 3.097.194.406  | 1.652.786.638        |
| Zambia                | 1.759.762.617  | 2.290.183.344  | 2.394.157.195  | 2.651.098.648  | 2.822.986.033  | 1.592.313.879        |
| Resto del mundo       | 31.703.632.216 | 37.226.354.667 | 31.592.027.601 | 40.172.510.580 | 46.535.530.196 | 25.700.217.714       |
| Total                 | 81.093.198.399 | 95.797.624.409 | 71.501.001.048 | 90.247.513.174 | 93.811.380.093 | 56.061.226.586       |

## Historia económica
Tras décadas de apartheid el gobierno de Nelson Mandela heredó un país con fuerte desigualdad económica y un servicio público que funcionaba muy diferente en comunidades donde dependía si la población era de mayoría blanca o negra. Con una población de 40 millones de habitantes, alrededor de 23 millones carecían de electricidad o servicios de salud pública; 12 millones no tenían agua potable; y dos millones de niños no asistían a la escuela en una sociedad donde el tercio de la población era analfabeta. Había 33 % de desempleo, y poco menos de la mitad vivía bajo la línea de pobreza. Los fondos estatales estaban al borde de la bancarrota, con un 5 % del presupuesto gastado en el pago de la deuda.
Desde la llegada de la democracia, los esfuerzos del país para cerrar la brecha entre los más ricos y los más pobres fueron notables, basándose en tres pilares: un sistema impositivo muy progresivo, un gran énfasis en la educación tras más de cuatro décadas de marginación racial y amplios programas de cobertura social para proteger a la población más vulnerable. Se emprendió una reforma agraría con la Ley de Restitución de Tierras de 1994, que permitió a la gente que había perdido su propiedad —como resultado de la Ley de Tierras Nativas de 1913— hacer su respectivo reclamo contrarrestando los efectos negativos de la ley de tierras emitida en 1913 que garantizaba el dominio del 87% del territorio para la minoría blanca. Cuatro millones de campesinos perdieron las tierras que aún poseían y se convirtieron generalmente en aparceros o mineros, una mano de obra barata para los propietarios. Sin embargo, desde 1994, sólo se ha redistribuido el 5% de las explotaciones agrícolas a los 1,2 millones de negros, mientras que 60.000 propietarios blancos siguen poseyendo y gestionando el 80% de las tierras cultivables. El gobierno se había fijado en 1994 el objetivo de redistribuir el 30% de las tierras para 2014, pero el plan de reforma agraria, que debía finalizar en esa fecha, se ha retrasado hasta 2025.
Desde 2004 en adelante, el crecimiento económico ha sido acelerado tanto en el empleo como en la formación de capital. En el año 2011 fue oficialmente nombrado uno de los integrantes de los países BRICS. Sudáfrica es un destino turístico muy popular, y una cantidad sustancial de los ingresos proviene del turismo que radica en su naturaleza extraordinaria, única en el mundo, y en sus numerosos parques nacionales, que atraen gente de todo el mundo (véase Parques nacionales de Sudáfrica).
En 2018, 30 000 granjas comerciales empleaban a unos 840.000 trabajadores agrícolas. Las condiciones de vida de estos últimos suelen ser difíciles; muchos viven en barrios marginales sin agua corriente. La directora de la asociación para el desarrollo rural, Laurel Oettle, señala que "los temporeros no tienen ingresos desde hace meses. Algunos se pagan a veces con productos agrícolas. Hay muchos casos de abuso sexual. El acceso a las tumbas de los antepasados da lugar a conflictos con los propietarios.

## Comercio exterior
Sudáfrica es el mayor productor de platino del mundo, el quinto de oro y quinto de carbón y uno de los mayores exportadores de diamantes. La producción nacional de diamantes está controlada en un 94 % por la De Beers Consolidated Mines Ltd., que también está presente en otros países de África. También es importante la explotación de recursos como cromo, antimonio, manganeso, níquel, fosfatos, uranio, cobre, vanadio, sal y gas natural. Un importante sector es la minería, principalmente la extracción de carbón y de minerales y metales preciosos como los diamantes, el oro y el platino. Es uno de los países con mayores reservas y diversidad de riquezas mineras.
Sudáfrica cuenta también con la industria más poderosa y diversificada de todo el continente. Desde los sectores de transformación de bienes agropecuarios y minerales, hasta los sectores automovilístico, aeronáutico y energético.[cita requerida]
La agricultura representa el 8 % de las exportaciones del país. Los principales productos de exportación son los cereales —maíz, trigo— las frutas —manzanas, peras, duraznos, damascos, aguacates, pomelos, mandarinas, ciruelas y uvas de mesa— productos hortícolas, patatas, semillas de girasol, carne —vacuno, pollo, cordero y cerdo — y huevos.
Las condiciones climáticas que presenta Sudáfrica, especialmente el Cabo Occidental, hacen que se produzca el mejor vino del continente africano. El país está dentro de los grandes exportadores de vino del mundo.

### Problemas
El desempleo es extremadamente alto y Sudáfrica está dentro de los diez países con más desigualdad social según el coeficiente de Gini, alrededor de un cuarto de la población está desempleada y la misma proporción vive con menos de 1,25 dólares por día. En 2019, el salario medio de los sudafricanos blancos es 3,5 veces superior al de los sudafricanos negros; el 20% de los hogares negros viven en la pobreza extrema, frente al 2,9% de los hogares blancos; el desempleo afecta al 27% de la población y tres millones de personas han caído en la pobreza entre 2011 y 2015.